# Turco (famiglia)
La famiglia Turco o Turchi o Turci o Turco dei De Castello è un'antica famiglia del patriziato astigiano, appartenente a quel gruppo di famiglie, denominate Casane astigiane, che sviluppò il proprio potere economico grazie ai commerci, ma principalmente con l'attività del prestito del denaro su pegno.
Appartenente alla fazione ghibellina, legò i suoi destini alle famiglie Guttuari ed Isnardi al punto tale da costituire sulla fine del XIII secolo un " Hospitium " detto dei De Castello.

## Origini
Le origini dei Turco sono antiche e leggendarie.
Il Napione lega la famiglia alla nascita dell'Ordine Gerosolimitano,  affermando senza prove precise che Gherardo Turco signore di Tonco fu tra gli istitutori dell'Ordine nel 1084, Giovanni nel 1130 ne fu superiore ed un Riccardo fu il successore del primo priore d'Inghilterra nel 1189.
Di certo si sa che la famiglia ebbe notevole potere economico e che l'attività principale della casata era quella feneratizia.
Si unirono in hospitium ghibellino con gli Isnardi ed i Guttuari nel consorzio dei De Castello.
Con le prime attestazioni al fine del XII secolo, i Turco risultavano signori di Serralunga, Malamorte, Neive, Barbaresco, Monfalcone, Sarmatorio e Manzano. Alla fine del secolo essi entrarono in possesso di Tonco e Frinco.
Il primo personaggio che compare nell'attività casaniera è Palmerone Turco che tenne alcuni banchi a Thonon e Sembrancher dal 1335 al 1363.
Il primo grande personaggio di spicco nella loro famiglia fu la figura di Giovanni Turco, che nel 1278 compare come luogotenente al seguito del Podestà Mellano Solaro.
Emerge anche un Guglielmo Turco, il quale nel 1300 vendicativo verso il governo guelfo, uccise per strada Emanuele Solaro, scatenando una nuova fase della guerra civile.
Ristabilita la pace tra Asti e i De Castello nel 1309, a Guglielmo fu ordinato di andare in esilio.
Giovanni Turco, figlio di Antonio, fu capitano generale del Marchese di Monferrato,nel 1419 tentò di prendere di sorpresa la cittadella di Asti, vistosi scoperto ripiegò sul paese di Antignano che cercò di occupare.
Anche in questo caso l'assalto non andò bene anzi dovette fuggire lasciandosi dietro le macchine d'assedio che i cittadini del paese portarono in trionfo ad Asti.
Il marchese del Monferrato lo accusò di codardia e lo fece impiccare presso Moncalvo nel 1430.
Il Della Chiesa scrive che la famiglia nel XVII secolo cadde in disgrazia e fu costretta a cedere le proprie terre mantenendo comunque i titoli nobiliari, il Gabiani cita ancora un conte Turco nel 1906 come possessore dell'antico mulino feudale della famiglia.

## Attività casaniera
Le loro attività economiche si svilupparono all'inizio del XII secolo a livello locale, incrementando il proprio patrimonio con i proventi e con l'incameramento dei pegni.
Al tempo dei primi disordini cittadini (circa 1270), i Turco iniziarono a operare all'estero, privilegiando la regione di Fiandra e in particolare le città di Valenciennes, Binche e Maubeuge., e su quello della Savoia, e con prestiti ai Conti di Hainaut e Namur.
Un ramo della famiglia in seguito alla propria attività , si stabilì nei Paesi Bassi (Hainaut) dove, nel 1337, Rolando Turco de Castello acquistò la signoria d'Iwuy.
I figli accrebbero il numero di feudi in gran parte dell'Hainaut.
Un altro ramo si stabilì nel Regno di Napoli entrando nella corte di Giovanna I di Napoli, passando anche in Calabria.
Alla prima metà del seicento, la dinastia della famiglia Turco perse sempre più prestigio anche economico, sino a scomparire dalla nobiltà.

## Le abitazioni dei Turco
Ad Asti, la famiglia risulta stanziata, dal Medio Evo fino all'inoltrato XVI secolo, in un consortium costituito da diverse case contigue e articolate attorno ad una spaziosa corte interna. Era delimitato dalle attuali vie Giobert, Cattedrale e Milliavacca, e da una quarta non più esistente. Nel XV secolo una parte degli edifici fu acquistata dalla nobile famiglia dei Della Rovere. A partire dal XVIII l'intero complesso divenne sede dell'Opera Pia Milliavacca, e fu oggetto di una generale riplasmazione. Ancora oggi vi si possono ammirare due prospetti medievali di grande pregio su via Giobert e su via Cattedrale; elementi architettonici del XIII secolo sono inoltre celati dagli intonaci barocchi della facciata su via Milliavacca. È invece da smentire la tradizione erudita secondo la quale i Turco possedevano un palazzo in corso Alfieri - angolo via Giobert, sul cui sedime nel XVIII secolo venne costruito Palazzo Mazzetti. Tale convinzione nacque perché nel XV secolo Andreotta Turco, figlia di Antonio e vedova di Pietro Isnardi, in difficoltà economiche cedette diverse proprietà ai nobili chieresi Mazzetti, tra le quali il feudo di Frinco, per trasferirsi nel feudo di Valfenera di proprietà del defunto marito. In realtà negli atti di vendita non si fa mai cenno a palazzi astigiani.

## I Turco di Verona
Non è chiaro se la famiglia di Verona avesse collegamenti con la famiglia astigiana. Nel 1393 la famiglia Turco era stata investita del feudo di Visegna (Salizzole) e pochi anni dopo, la chiesa di S. Caterina di Alessandria fu eretta, probabilmente, nei primi anni del Quattrocento.
Le famiglie Turco, che nel Seicento possedevano beni a Bionde di Visegna e che erano titolari del vicariato giurisdizionale di Visegna, erano quattro.

## Stemma araldico

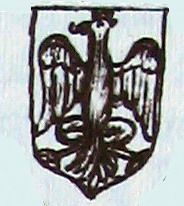
Stemma dei Turco da un disegno di Stefano Giuseppe Incisa nel XIX secolo

L'aquila è una figura araldica naturale femminile. Ispirata dall'aquila dell'impero romano, e ripristinata da Carlo Magno, è per antonomasia il simbolo dell'impero.
Oltre ai Turco, in Asti venne adottata dalle famiglie caso Alfieri, Guttuari e Isnardi, partigiani dell'imperatore.
Scudo: d'argento all'aquila di nero, armata, linguata, coronata di rosso
Cimiero: un turco vestito d'azzurro e di rosso, col turbante d'argento.
Motto: "La virtù può accompagnarsi alla buona fortuna"

## Genealogia
Genealogia dei Turco di Asti nei suoi tratti principali
|  |  |               |               |               |               |               |               |             |             |             |             |             |             |               |               |               |               |               |               |                                                  |                                                  |                                                  |                                                  |                                                  |                                                  | Giovanni 1280  |              |              |              |  |  |          |          |          |          |          |          |  |  |  |  |  |  |  |  |  |  |  |  |  |  |  |  |  |  |  |  |  |  |  |  |  |  |  |  |  |  |  |  |  |  |  |  |  |  |  |  |  |  |  |  |  |  |
|  |  |               |               |               |               |               |               |             |             |             |             |             |             |               |               |               |               |               |               |                                                  |                                                  |                                                  |                                                  |                                                  |                                                  |                |              |              |              |  |  |          |          |          |          |          |          |  |  |  |  |  |  |  |  |  |  |  |  |  |  |  |  |  |  |  |  |  |  |  |  |  |  |  |  |  |  |  |  |  |  |  |  |  |  |  |  |  |  |  |  |  |  |
|  |  |               |               |               |               |               |               |             |             |             |             |             |             |               |               |               |               |               |               |                                                  |                                                  |                                                  |                                                  |                                                  |                                                  | Guglielmo 1303 |              |              |              |  |  |          |          |          |          |          |          |  |  |  |  |  |  |  |  |  |  |  |  |  |  |  |  |  |  |  |  |  |  |  |  |  |  |  |  |  |  |  |  |  |  |  |  |  |  |  |  |  |  |  |  |  |  |
|  |  |               |               |               |               |               |               |             |             |             |             |             |             |               |               |               |               |               |               |                                                  |                                                  |                                                  |                                                  |                                                  |                                                  |                |              |              |              |  |  |          |          |          |          |          |          |  |  |  |  |  |  |  |  |  |  |  |  |  |  |  |  |  |  |  |  |  |  |  |  |  |  |  |  |  |  |  |  |  |  |  |  |  |  |  |  |  |  |  |  |  |  |
|  |  |               |               |               |               |               |               |             |             |             |             |             |             |               |               |               |               |               |               |                                                  |                                                  |                                                  |                                                  |                                                  |                                                  |                |              |              |              |  |  |          |          |          |          |          |          |  |  |  |  |  |  |  |  |  |  |  |  |  |  |  |  |  |  |  |  |  |  |  |  |  |  |  |  |  |  |  |  |  |  |  |  |  |  |  |  |  |  |  |  |  |  |
|  |  |               |               |               |               |               |               |             |             |             |             |             |             |               |               |               |               |               |               | Antonio Signore di Mombercelli Frinco Montemagno | Antonio Signore di Mombercelli Frinco Montemagno | Antonio Signore di Mombercelli Frinco Montemagno | Antonio Signore di Mombercelli Frinco Montemagno | Antonio Signore di Mombercelli Frinco Montemagno | Antonio Signore di Mombercelli Frinco Montemagno |                |              |              |              |  |  | Turcotto | Turcotto | Turcotto | Turcotto | Turcotto | Turcotto |  |  |  |  |  |  |  |  |  |  |  |  |  |  |  |  |  |  |  |  |  |  |  |  |  |  |  |  |  |  |  |  |  |  |  |  |  |  |  |  |  |  |  |  |  |  |
|  |  |               |               |               |               |               |               |             |             |             |             |             |             |               |               |               |               |               |               | Antonio Signore di Mombercelli Frinco Montemagno | Antonio Signore di Mombercelli Frinco Montemagno | Antonio Signore di Mombercelli Frinco Montemagno | Antonio Signore di Mombercelli Frinco Montemagno | Antonio Signore di Mombercelli Frinco Montemagno | Antonio Signore di Mombercelli Frinco Montemagno |                |              |              |              |  |  | Turcotto | Turcotto | Turcotto | Turcotto | Turcotto | Turcotto |  |  |  |  |  |  |  |  |  |  |  |  |  |  |  |  |  |  |  |  |  |  |  |  |  |  |  |  |  |  |  |  |  |  |  |  |  |  |  |  |  |  |  |  |  |  |
|  |  |               |               |               |               |               |               |             |             |             |             |             |             |               |               |               |               |               |               | Enrico                                           |                                                  |                                                  |                                                  |                                                  |                                                  |                |              |              |              |  |  |          |          |          |          |          |          |  |  |  |  |  |  |  |  |  |  |  |  |  |  |  |  |  |  |  |  |  |  |  |  |  |  |  |  |  |  |  |  |  |  |  |  |  |  |  |  |  |  |  |  |  |  |
|  |  |               |               |               |               |               |               |             |             |             |             |             |             |               |               |               |               |               |               |                                                  |                                                  |                                                  |                                                  |                                                  |                                                  |                |              |              |              |  |  |          |          |          |          |          |          |  |  |  |  |  |  |  |  |  |  |  |  |  |  |  |  |  |  |  |  |  |  |  |  |  |  |  |  |  |  |  |  |  |  |  |  |  |  |  |  |  |  |  |  |  |  |
|  |  |               |               |               |               |               |               |             |             |             |             |             |             |               |               |               |               |               |               | Guglielmo 1458                                   |                                                  |                                                  |                                                  |                                                  |                                                  |                |              |              |              |  |  |          |          |          |          |          |          |  |  |  |  |  |  |  |  |  |  |  |  |  |  |  |  |  |  |  |  |  |  |  |  |  |  |  |  |  |  |  |  |  |  |  |  |  |  |  |  |  |  |  |  |  |  |
|  |  |               |               |               |               |               |               |             |             |             |             |             |             |               |               |               |               |               |               |                                                  |                                                  |                                                  |                                                  |                                                  |                                                  |                |              |              |              |  |  |          |          |          |          |          |          |  |  |  |  |  |  |  |  |  |  |  |  |  |  |  |  |  |  |  |  |  |  |  |  |  |  |  |  |  |  |  |  |  |  |  |  |  |  |  |  |  |  |  |  |  |  |
|  |  |               |               |               |               |               |               | Maria Roero | Maria Roero | Maria Roero | Maria Roero | Maria Roero | Maria Roero |               |               |               |               |               |               | GianGuglielmo                                    | GianGuglielmo                                    | GianGuglielmo                                    | GianGuglielmo                                    | GianGuglielmo                                    | GianGuglielmo                                    |                |              |              |              |  |  |          |          |          |          |          |          |  |  |  |  |  |  |  |  |  |  |  |  |  |  |  |  |  |  |  |  |  |  |  |  |  |  |  |  |  |  |  |  |  |  |  |  |  |  |  |  |  |  |  |  |  |  |
|  |  |               |               |               |               |               |               | Maria Roero | Maria Roero | Maria Roero | Maria Roero | Maria Roero | Maria Roero |               |               |               |               |               |               | GianGuglielmo                                    | GianGuglielmo                                    | GianGuglielmo                                    | GianGuglielmo                                    | GianGuglielmo                                    | GianGuglielmo                                    |                |              |              |              |  |  |          |          |          |          |          |          |  |  |  |  |  |  |  |  |  |  |  |  |  |  |  |  |  |  |  |  |  |  |  |  |  |  |  |  |  |  |  |  |  |  |  |  |  |  |  |  |  |  |  |  |  |  |
|  |  |               |               |               |               |               |               |             |             |             |             |             |             |               |               |               |               |               |               |                                                  |                                                  |                                                  |                                                  |                                                  |                                                  |                |              |              |              |  |  |          |          |          |          |          |          |  |  |  |  |  |  |  |  |  |  |  |  |  |  |  |  |  |  |  |  |  |  |  |  |  |  |  |  |  |  |  |  |  |  |  |  |  |  |  |  |  |  |  |  |  |  |
|  |  |               |               |               |               |               |               |             |             |             |             |             |             |               |               |               |               |               |               |                                                  |                                                  |                                                  |                                                  |                                                  |                                                  |                |              |              |              |  |  |          |          |          |          |          |          |  |  |  |  |  |  |  |  |  |  |  |  |  |  |  |  |  |  |  |  |  |  |  |  |  |  |  |  |  |  |  |  |  |  |  |  |  |  |  |  |  |  |  |  |  |  |
|  |  |               |               |               |               |               |               |             |             |             |             |             |             | Gabriele      | Gabriele      | Gabriele      | Gabriele      | Gabriele      | Gabriele      |                                                  |                                                  | Antonio                                          | Antonio                                          | Antonio                                          | Antonio                                          | Antonio        | Antonio      |              |              |  |  |          |          |          |          |          |          |  |  |  |  |  |  |  |  |  |  |  |  |  |  |  |  |  |  |  |  |  |  |  |  |  |  |  |  |  |  |  |  |  |  |  |  |  |  |  |  |  |  |  |  |  |  |
|  |  |               |               |               |               |               |               |             |             |             |             |             |             | Gabriele      | Gabriele      | Gabriele      | Gabriele      | Gabriele      | Gabriele      |                                                  |                                                  | Antonio                                          | Antonio                                          | Antonio                                          | Antonio                                          | Antonio        | Antonio      |              |              |  |  |          |          |          |          |          |          |  |  |  |  |  |  |  |  |  |  |  |  |  |  |  |  |  |  |  |  |  |  |  |  |  |  |  |  |  |  |  |  |  |  |  |  |  |  |  |  |  |  |  |  |  |  |
|  |  | Anna Scarampi | Anna Scarampi | Anna Scarampi | Anna Scarampi | Anna Scarampi | Anna Scarampi |             |             |             |             |             |             | GianGuglielmo | GianGuglielmo | GianGuglielmo | GianGuglielmo | GianGuglielmo | GianGuglielmo |                                                  |                                                  |                                                  |                                                  |                                                  |                                                  |                |              |              |              |  |  |          |          |          |          |          |          |  |  |  |  |  |  |  |  |  |  |  |  |  |  |  |  |  |  |  |  |  |  |  |  |  |  |  |  |  |  |  |  |  |  |  |  |  |  |  |  |  |  |  |  |  |  |
|  |  | Anna Scarampi | Anna Scarampi | Anna Scarampi | Anna Scarampi | Anna Scarampi | Anna Scarampi |             |             |             |             |             |             | GianGuglielmo | GianGuglielmo | GianGuglielmo | GianGuglielmo | GianGuglielmo | GianGuglielmo |                                                  |                                                  |                                                  |                                                  |                                                  |                                                  |                |              |              |              |  |  |          |          |          |          |          |          |  |  |  |  |  |  |  |  |  |  |  |  |  |  |  |  |  |  |  |  |  |  |  |  |  |  |  |  |  |  |  |  |  |  |  |  |  |  |  |  |  |  |  |  |  |  |
|  |  |               |               |               |               |               |               |             |             |             |             |             |             |               |               |               |               |               |               |                                                  |                                                  |                                                  |                                                  |                                                  |                                                  |                |              |              |              |  |  |          |          |          |          |          |          |  |  |  |  |  |  |  |  |  |  |  |  |  |  |  |  |  |  |  |  |  |  |  |  |  |  |  |  |  |  |  |  |  |  |  |  |  |  |  |  |  |  |  |  |  |  |
|  |  |               |               |               |               |               |               |             |             |             |             |             |             |               |               |               |               |               |               |                                                  |                                                  |                                                  |                                                  |                                                  |                                                  |                |              |              |              |  |  |          |          |          |          |          |          |  |  |  |  |  |  |  |  |  |  |  |  |  |  |  |  |  |  |  |  |  |  |  |  |  |  |  |  |  |  |  |  |  |  |  |  |  |  |  |  |  |  |  |  |  |  |
|  |  |               |               |               |               |               |               | Zenobia     | Zenobia     | Zenobia     | Zenobia     | Zenobia     | Zenobia     |               |               | Costanza      | Costanza      | Costanza      | Costanza      | Costanza                                         | Costanza                                         |                                                  |                                                  | Daria † 1584                                     | Daria † 1584                                     | Daria † 1584   | Daria † 1584 | Daria † 1584 | Daria † 1584 |  |  |          |          |          |          |          |          |  |  |  |  |  |  |  |  |  |  |  |  |  |  |  |  |  |  |  |  |  |  |  |  |  |  |  |  |  |  |  |  |  |  |  |  |  |  |  |  |  |  |  |  |  |  |